# Euphorbia anychioides
Euphorbia anychioides är en törelväxtart som beskrevs av Pierre Edmond Boissier. Euphorbia anychioides ingår i släktet törlar, och familjen törelväxter. Inga underarter finns listade i Catalogue of Life.